# Grusonia bulbispina
Grusonia bulbispina ist eine Pflanzenart in der Gattung Grusonia aus der Familie der Kakteengewächse (Cactaceae). Das Artepitheton bulbispina bedeutet ‚mit zwiebelartig verdickten Stacheln‘.

## Beschreibung
Grusonia bulbispina wächst niedrigbleibend und bildet Matten mit einem Durchmesser von 60 bis 120 Zentimetern. Die eiförmigen Triebabschnitte mit auffälligen 6 bis 8 Millimeter hohen Höckern sind 1 bis 1,2 Zentimeter lang. Die vier Mitteldornen sind an ihrer Basis zwiebelartig verdickt und 8 bis 12 Millimeter lang. Die acht bis zwölf nadeligen Randdornen besitzen eine Länge von 3 bis 6 Millimetern.
Die Blüten sind purpurfarben.

## Verbreitung, Systematik und Gefährdung
Grusonia bulbispina ist in den mexikanischen Bundesstaaten Coahuila, Durango, Nuevo León und Zacatecas in Höhenlagen von 850 bis 1300 Metern verbreitet. Das Verbreitungsgebiet ist sehr klein und umfasst etwa 4500 km².
Die Erstbeschreibung als Opuntia bulbispina erfolgte 1856 von George Engelmann. Harold Ernest Robinson stellte die Art 1973 in die Gattung Grusonia. Weitere nomenklatorische Synonyme sind Cactus bulbispinus (Engelm.) Lem. (1868), Cylindropuntia bulbispina (Engelm.) F.M.Knuth (1930) und Corynopuntia bulbispina (Engelm.) F.M.Knuth (1936).
Es werden folgende Unterarten unterschieden:
- Grusonia bulbispina subsp. bulbispina
- Grusonia bulbispina subsp. basileocephala (D.Donati) Majure, M.A.Baker & Cloud-H.

In der Roten Liste gefährdeter Arten der IUCN wird die Art als „Endangered (EN)“, d. h. als stark gefährdet geführt. Die Art ist nur von einem Standort bekannt und die Habitatflächen verringern sich durch intensive Landnutzung.

## Nachweise